# Munichi
El muchichi (o otonabe) s una llengua indígena, al nord del Perú, des del punt de vista de vista filogenètic és una llengua aïllada. Si bé es va considerar que la llengua estava extinta, en la dècada de 1990 el 2009 encara es van localitzar deu parlants.

## Distribució
El muniche es parlava bàsicament en la localitat de Muniches (o Munichis) sobre el riu Paranapura, situada a uns 16 km a l'oest de Yurimaguas, al departament de Loreto.
Els missioners jesuïtes van entrar en contacte amb els muniches en el segle xvi, quan van arribar existien tres comunitats prop de l'actual localitat de Muniches, en 1661 hi havia 320 persones en la comunitat més gran, i en 1737 només 151 en total. H. Goodall i R. Sanders, del SIL van trobar una trentena de parlants en 1948, la majoria parlants d'edat, dins de la comunitat també es parlava quítxua i una mica d'espanyol. Cap a 1976 Dagett reporta l'existència d'uns deu parlants.
En 1988 quedaven encara dos parlants de muniche com a llengua materna, però s'havien vist des de la dècada de 1970. L'última parlant de munichi com a llengua materna, Victoria Huancho Icahuate, va morir a la fi de la dècada de 1990, encara que en Muniches queda alguna gent que coneix unes poques frases en Muniche.
Actualment prop de la meitat de la població de Muniches es cognomena Icahuate, un nom que apareix en diverses fonts jesuïtes com el nom d'una comunitat indígena avui extinta que vivia sobre el riu Napo (uns 230 km al nord). Això fa pressuposar que els icahuates van migrar al sud i es van integrar en la comunitat dels munichis sent absorbits per aquesta.

## Classificació
La majoria dels especialistes consideren el munichi una llengua aïllada sense parentiu recognoscible amb les llengües veïnes de la regió. No obstant això, alguns autors han proposat temptativament que formaria part del macro-tucano. Cal ressaltar que la majoria d'especialistes considera que aquesta classificació és altament especulativa, donada la poca evidència disponible.
També s'ha assenyalat que els sufixos pronominals del muniche guarden una certa similitud amb els reconstruïts per al proto-arawak (Gibson 1996:18-19), i s'han recopilat altres possibles cognats (Jolkesky 2016:310-317). En els últims estadis de la llengua s'aprecia un quantitat substancial de préstecs lèxics procedents del quítxua, i en menor grau de l'espanyol, encara que la major part del lèxic és d'origen natiu.

## Altres varietats
Llista de varietats munichi no registrades per Loukotka (1968):
- Tabaloso - parlat al departament de Loreto, al poble de Tabalosa, al riu Mayo
- Chasutino (Cascoasoa) - un cop parlat al poble de Chasuta, al riu Huallaga; ara només es parla quítxua.
- Huatama (Otanavi) - un cop parlat a les viles de San José de Sisa i Otanahui a la mateixa regió; ara només es parla quítxua.
- Lama (Lamista) - llengua extingida una vegada parlada al riu Moyobamba. Els darrers supervivents ara només parlen quítxua o castellà.
- Suchichi (Suriche) - llengua extingida un cop parlada al poble de Tarapoto de la mateixa regió
- Zapaso - llengua extingida de la mateixa regió, un cop parlada al riu Saposoa
- Nindaso - una vegada parlat al riu Huallaga al nord de la tribu Zapaso
- Nomona - un cop parlat a la riba esquerra del riu Saposoa

Varietats llistades per Mason (1950):
- Muniche
- Muchimo
- Otanabe
- Churitana

## Descripció lingüística

### Fonologia
La fonologia del muniche és poc coneguda, els seus últims parlants són trilingües (parlant també quítxua i espanyol) i existeixen moltes incerteses sobre l'estatus fonèmic d'alguns sons. Admet grups consonàntics a principi de paraula /pʧ, tp, çp/. Existeixen descripcions de la llengua que difereixen en detalls, M. L. Gibson va treballar en la dècada de 1980 sobre la llengua, mentre que D. Lev Michael va publicar altres descripció sobre dades de hablants més diferents. Totes dues descripcions difereixen en alguns dels seus detalls, com es alcarará posteriorment. L'inventari consonàntic està format per:
|                 | Labial | Dental | Post- alveolar | Retrofleja | Palatal | Velar | Glotal |
| --------------- | ------ | ------ | -------------- | ---------- | ------- | ----- | ------ |
| Oclusiva sorda  | p      | t      |                |            | c       | k     | ʔ      |
| Oclusiva sonora | b      | d      |                |            |         | g     |        |
| Africada simple |        | (ʦ)    | ʧ              | (ʨ)        |         |       |        |
| Fricativa       |        | s      | (ʃ)            | ʂ          | ç       | (x)   | (h)    |
| Aproximant      | w      | r, (l) |                |            | j       |       |        |
| Nasal           | m      | n      |                |            | ɲ       |       |        |
Els sons entre parèntesis apareixen en una altra descripció del muniche. En el que segueix s'emprarà la següent ortografia:
č = /ʧ/, ŝ = /ʂ/, i = /j/, ñ = /ɲ/.
El munichi és peculiar en tenir una diferència /č/-/c/ com en:
cape 'garrot' / čapü 'arbre'
cuwa 'espantar' / čura 'bé'
Quant a les vocals el muniche posseeix cinc unitats distintives /i, e, a, o, ɯ/ (escrites usulamente i, e, a, o, ü),

### Gramàtica
En el verb el munichi mostra el comportament típic d'una llengua aglutinant. Gairebé tota la informació sobre relacions gramaticals està en el verb, sent la morfologia nominal relativament simple. El verb admet sufixos causatius:
stü 'domir' / stüsta 'fer dormir' / stünü 'adormir-se'
püçena 'saber' / püçenasta 'ensenyar' (="fer saber")
Les marques de persona gramatical són clítics que es col·loquen després del primer element lèxic que no és un substantiu referencial. L'ordre de les paraules és bastant lliure encara que sembla que l'ordre bàsic és SVO en frases transitives i també és molt comuna VS en les intransitivas.
El plural en els noms es marca amb el sufix -tma:
káka 'gallina' - kakátma 'gallines'
iwü’ü 'persona' - iwü’ǘtma 'persones'
ça'myíntzü 'nen' - ça'myintzǘtma 'nens'